# F.C. De Kampioenen seizoen 7
Reeks 7 van F.C. De Kampioenen werd voor de eerste keer uitgezonden tussen 7 december 1996 en 1 maart 1997. De reeks telt 13 afleveringen.

## Overzicht
| Nr. serie | Nr. reeks | Titel van aflevering    | Scenarist(en)      | Uitzenddatum     |  |
| --- | --------- | ----------------------- | ------------------ | ---------------- |  |
| 79 | 1         | Sinterklaas kampioentje | Koen Vermeiren     | 7 december 1996  |  |
| De Kampioenen organiseren een Sinterklaasfeestje om meer supporters te lokken maar ook om Boma's nieuwste worst, de Boma light, te promoten. Xavier wordt aangesteld als Zwarte Piet en Pol zijn collega André wordt Sinterklaas. DDT belt hem echter af en neemt zelf deze rol voor zijn rekening om de Kampioenen te pesten. Maar dan duikt de echte Sinterklaas op. |           |                         |                    |                  |  |
| 80 | 2         | Het schilderij          | René Swartenbroekx | 14 december 1996 |  |
| Xavier vindt op zolder een oud schilderij van zijn vader: Bos dahlia's met afhangende bloem. Niemand wil het hebben tot men ontdekt dat het weleens veel geld waard zou kunnen zijn... De moeder van DDT komt op bezoek. Ze heeft last van artrose en moet dus een kinesist hebben. DDT doet er alles aan om de kinesist niet te betalen, van Marc als dokter tot een speciale driewieler. |           |                         |                    |                  |  |
| 81 | 3         | Doping                  | Anton Klee         | 21 december 1996 |  |
| DDT vindt bij een nieuwe klant een speciaal product die sportprestaties kan beïnvloeden. De Kampioenen worden na een gewonnen wedstrijd positief bevonden bij een dopingcontrole. Dat komt voor Boma, die een reclamecampagne maakt voor zijn nieuwe worst, de Boma Sport, niet goed uit. Als de Kampioenen niet op tijd bewijzen wie hen doping heeft gegeven, kunnen ze hun veld verliezen. |           |                         |                    |                  |  |
| 82 | 4         | Marc stopt              | Jan Schuermans     | 28 december 1996 |  |
| Marc wil stoppen met zijn doktersstudies, tegen de zin van Pascale. Ze probeert Marc op andere gedachten te brengen want ze wil niet dat haar zus Madeleine, die op bezoek komt, ontdekt dat haar toekomstige schoonzoon toch geen dokter wordt. Terwijl Marc met moeite werk probeert te vinden, veinzen de vrouwen een ziekte zodat hij hen kan "genezen". |           |                         |                    |                  |  |
| 83 | 5         | Verboden vruchten       | Bart Cooreman      | 4 januari 1997   |  |
| Doortje wint een reis naar een exotische bestemming. Pol moet echter op skiklas en daardoor kunnen de twee de reis niet zelf maken. Ze besluiten ze te geven aan iemand van de Kampioenen die 3 dagen aan zijn verslaving kan weerstaan. Xavier mag geen dagschotels drinken, Carmen moet van de porto en de sigaartjes afblijven, Pascale mag geen pralines eten en Boma moet van de vrouwen afblijven. DDT probeert deze beloftes te dwarsbomen in de hoop om zelf de reis te krijgen.                                       |           |                         |                    |                  |  |
| 84 | 6         | De erfenis              | Anton Klee         | 11 januari 1997  |  |
| Pol erft van een Afrikaans stamhoofd die hij ooit gered heeft van een krokodil. Alle Kampioenen hopen op een deel van de erfenis. Maar ook Doortje en Pol hebben plannen. Dit leidt tot ruzie tussen de Kampioenen tot er een verlossend telefoontje van de post komt. |           |                         |                    |                  |  |
| 85 | 7         | DDT bedreigd            | Bart Cooreman      | 18 januari 1997  |  |
| De Kampioenen willen een rat verdelgen. De vrouwen willen Dimitri eren met zijn naamdag. DDT denkt verkeerdelijk dat ze hem willen vermoorden. |           |                         |                    |                  |  |
| 86 | 8         | Schijn bedriegt         | Koen Vermeiren     | 25 januari 1997  |  |
| De ouders van Marc komen op bezoek. Hij heeft hen nog niet verteld dat hij gestopt is met zijn doktersstudies en is bang dat ze zullen willen dat hij in hun begrafenisonderneming komt werken. De Kampioenen besluiten dat hij moet doen alsof hij onderdirecteur is bij de Boma Vleesindustrie. Aangezien Boma enkele dagen naar een congres is kan hij niet voor problemen zorgen. DDT wil het plannetje verklappen aan Marcs ouders. De Kampioenen vertellen hen dan maar dat DDT de dorpsgek is. Maar dan duikt Boma op … |           |                         |                    |                  |  |
| 87 | 9         | Zwarte liefde           | Jan Schuermans     | 1 februari 1997  |  |
| Pol ontvangt geparfumeerde brieven uit Afrika. Carmen denkt dat hij Doortje bedriegt. Uiteindelijk blijken de brieven te komen van daadwerkelijk een Afrikaanse vrouw maar of dat de vlam van Pol is? DDT tapt ondertussen elektriciteit af van de Kampioenen. |           |                         |                    |                  |  |
| 88 | 10        | Smeergeld               | Jan Schuermans     | 8 februari 1997  |  |
| Xavier gaat bij de aankoopdienst van het leger werken. Boma en DDT hopen hier profijt uit te halen. Wanneer Xavier plots geld blijkt te hebben om zijn schulden in het café te betalen, denkt Bieke dat hij smeergeld kreeg van Boma. Marc verkoopt stofzuigers "De snurff". |           |                         |                    |                  |  |
| 89 | 11        | De optimist             | Koen Vermeiren     | 15 februari 1997 |  |
| Carmen verneemt van dokter Van Tichelen dat Balthasar niet lang meer te leven heeft. Iedereen wil het Boma zo aangenaam mogelijk maken op het einde van zijn leven. DDT is eerder uit op de erfenis. Dokter Van Tichelen is echter een dierenarts. |           |                         |                    |                  |  |
| 90 | 12        | De helderziende         | Bart Cooreman      | 22 februari 1997 |  |
| Marc is tijdelijk hulppostbode. DDT speelt voor helderziende. Hij steelt brieven van Marc om de toekomst te kunnen voorspellen. Zijn voorspellingen zorgen een voor slechte sfeer binnen de Kampioenen. |           |                         |                    |                  |  |
| 91 | 13        | Eindelijk!              | Wout Thielemans    | 1 maart 1997     |  |
| Op aanraden van Carmen behandelt Boma Pascale slecht. Dit zou ervoor zorgen dat ze uiteindelijk toch voor hem valt. Het heeft echter een averechts effect: Pascale doet alsof ze een nieuwe vriend heeft: Pierre. Pierre is echter de organisator van een reis voor alleenstaanden naar Spanje en wil helemaal geen relatie, maar wel zijn auto die bij DDT staat. |           |                         |                    |                  |  |

## Hoofdcast
- Marijn Devalck (Balthasar Boma)
- Loes Van den Heuvel (Carmen Waterslaeghers)
- Johny Voners (Xavier Waterslaeghers)
- Ann Tuts (Doortje Van Hoeck)
- Ben Rottiers (Pol De Tremmerie)
- An Swartenbroekx (Bieke Crucke)
- Herman Verbruggen (Marc Vertongen) - 11 afleveringen
- Danni Heylen (Pascale De Backer)
- Jacques Vermeire (Dimitri De Tremmerie)

## Vaste gastpersonages
(Personages die door de reeksen heen meerdere keren opduiken)
- Jenny Tanghe (Georgette "Ma DDT" Verreth)
- Denise Daems (Madeleine De Backer)
- Isabel Leybaert (Pia Maria)
- Alex Cassiers (Theo Vertongen)
- Lea Couzin (Marie-Paule Vertongen)
- Agnes De Nul (Liliane Verhoeven)
- Ron Cornet (Kolonel Vandesijpe)
- Achiel Van Malderen (dierenarts André Van Tichelen)

## Scenario
Scenario:
- Koen Vermeiren
- René Swartenbroekx
- Anton Klee
- Jan Schuermans
- Bart Cooreman
- Wout Thielemans

Script-editing:
- Wout Thielemans

## Regie
- Stef Desmyter

## Productie
- Bruno Raes